# テル・ミー
「テル・ミー (ユー・アー・カミング・バック)」(Tell Me (You're Coming Back))は、イングランドのロックバンド、ローリング・ストーンズの楽曲、および同楽曲を収録したシングル。

## 解説
1964年に1枚目のアルバム『ザ・ローリング・ストーンズ』の収録曲として発表された。以後、多数の楽曲を発表することとなるジャガー／リチャーズ名義での初の楽曲であると同時に同アルバムの収録曲中唯一のオリジナル曲である。アルバムヴァージョンが4分5秒と最も長く、エンディングもぶつ切りのように終わっている。次いで、エンディングをフェイドアウトしたものがあり（これが一般的に最もよく知られるヴァージョン）、そして間奏などを編集したシングルヴァージョンがある。元々のテイクは全て同一。
イアン・スチュワートがピアノで演奏に参加している。

## シングル
1964年6月13日にシングルカットという形で再リリースされた。アメリカ合衆国では初のトップ40入りをしている。また、同年後半には日本でもリリースされ、この楽曲がきっかけでローリング・ストーンズというグループ名が国内に浸透しはじめたとされる。日本では1968年にB面に「タイム・イズ・オン・マイ・サイド」を収録したシングルが再発売され、両面ともにグループ・サウンズがこぞってカバーする人気曲となった。

### 収録曲
1. テル・ミー - Tell Me (You're Coming Back)
  - 作詞・作曲：ジャガー/リチャーズ
2. 恋をしようよ - I Just Want to Make Love to You
  - 作詞・作曲：ウィリー・ディクスン

## カバー
他のミュージシャンによるカバーバージョンが幾つか存在する。その中では、オックスやザ・タイガース、シーナ&ザ・ロケッツ、寺内タケシ、大江慎也、Mi-Keなど日本のミュージシャンによるものが多い。また、ニューヨークのバンド、デッド・ボーイズは、同楽曲をパンク・ロック調にアレンジしてカバー、POTSHOTはそのパンク・ロックバージョンを再びカバーした。